# بئر حنش (رداع)

تعديل مصدري - تعديل

حارة بئر حنش هي إحدى حارات مدينة رداع أحد مدن محافظة البيضاء، بلغ تعداد سكانها 436 نسمة حسب تعداد اليمن لعام 2004.